# Sandhedsbetingelser og sandhedsfunktioner (Wittgenstein)
Sandhedsbetingelser og sandhedsfunktioner er centrale begreber i de argumenter som sprogfilosoffen Ludwig Wittgenstein fremførte i sin Tractatus Philosphico-Logico.
Ideerne er en videreførelse af filosoffen Bertrand Russells logisk-filosofiske undersøgelser, og er en undersøgelser af selve filosofiens natur, altså en undersøgelse af selve de domme den fremsiger om verden. Det er altså ikke en undersøgelse af, om selve dommene er sande eller falske, men derimod en undersøgelse af dommene selv. Wittgenstein forsøgte med undersøgelsen at vise, at metafysiske påstande er meningsløse.

## Rusells logisk-filosofiske undersøgelser

### Overblik
For at forstå Wittgensteins argumenter, er man nødt til at kende til Russells logisk-filosofiske undersøgelser. Logikken består af primitive sætninger (også kaldet aksiomer), samt af sætninger, der kan udledes af de primitive sætninger, hvilket Russell kalder teoremer. Sætninger der indgår i logikken er ligeledes symboliseret ved forskellige tegn – indefinable (primitive ideer) og definable. De er som følger:
Indefinable tegn (primitive ideer):

Sætningsleddene: p, q, r, s og t

Negationen: ~p

Disjunktionen: p v q

Definable tegn:

Implikationen: p → q

Konjunktionen: p • q

Disse kaldes logiske konstanter. Altså f.eks. tegnet v er en logisk konstant.

### Indefinable tegn
Hvert sætningsled (se listen ovenfor) symboliserer forskellige sætninger. Ser man bogstavet p i et aksiom eller et teorem, betyder det, at bogstavet p er hævdet (og altså er hævdet som sand) – hvis man derimod ikke ville hævde p, må man bruge negationen (~p), hvilket i en forstand betyder ikke-p. Så p er altså falsk, når man skriver den som negation ~p og sand, når man skriver den som sætningsled p. Hvis man så vil hævde, at mindst en af de to sætninger er sande (f.eks. p og q), bruger man disjunktionen (p v q). Her kan de snildt begge være sande, da man kun hævder, at mindst en af dem er nødt til at være sand.

### Definable tegn
De definable tegn defineres ved hjælp af de indefinable tegn. Her har man så, som på listen ovenfor, implikationen og konjunktionen.
Hvis man ønsker at hævde, at den ene sætning ikke kan være sand uden at den anden er sand, bruges implikationen (p → q). Her kan det altså hævdes, at f.eks. p ikke kan være sand uden at q også er sand. Med konjunktionen (p • q), derimod, hævder man, at både p og q er sande.

### De fem aksiomer
Russell kan ved hjælp af det ovenfor beskrevne opstille fem aksiomer: 
- 1. (p v p) → p
- 2. q → (p v q)
- 3. (p v q) → (q v p)
- 4. (p → (q v r)) → (q v (p v r))
- 5. (q → r) → ((p v q) → (p v r))

## Wittgensteins videreførelse
Wittgenstein bruger således begrebet sandhedsfunktion i forlængelse af de tanker Russell udfoldte. Funktionen skal forstås på den måde, at f.eks. i konjunktionen p • q er denne påstands sandhed afhængig af, om p er sand og om q er sand – altså at sætningens sandhed er en funktion af sandheden af p og sandheden af q. Dette er hvad der forstås med sandhedsfunktion. 

### Sandhedsbetingelserne
Enhver sætning har endvidere to sandhedsmuligheder: Den kan enten være sand eller falsk. Ifølge logikken kan den ikke være begge dele, da den ene vil udelukke den anden, hvilket er grunden til, at den nødvendigvis enten er sand eller falsk. Man kan nu lave forskellige kombinationsmuligheder med disse sandhedsfunktioner og sandhedsmuligheder. Som eksempel kan man tage sandhedsfunktionen p • q (altså konjunktionen) og se, at der er fire forskellige kombinationsmuligheder for denne sætning, hvilket kan illustreres på denne liste:
- 1. p er sand, og q er sand. – p • q er derfor sand.
- 2. p er falsk, og q er sand. – p • q er derfor falsk.
- 3. p er sand, og q er falsk – p • q er derfor falsk.
- 4. p er falsk, og q er falsk – p • q er derfor falsk.

Man kan altså se, at sandhedsbetingelsen for konjunktionen p • q er, at både p og q er nødt til at være sande, for ellers vil påstanden p • q være falsk. Dette kan vises endnu klarere i et skema. Hvis man bruger bogstaverne s for sand og f for falsk, kan kombinationsmulighederne skrives i følgende tabel:
Konjunktionens sandhedsbetingelser:

| p | q | p • q |
| - | - | ----- |
| s | s | s     |
| f | s | f     |
| s | f | f     |
| f | f | f     |

Konjunktionens sandhedsbetingelser er hvad der ses i kolonnen under p • q – Altså er konjunktionens sandhedsbetingelser (s, f, f, f).
Man kan ligeledes gøre dette ved de andre tegn:
Disjunktionens sandhedsbetingelser:

| p | q | p v q |
| - | - | ----- |
| s | s | s     |
| f | s | s     |
| f | f | s     |
| f | f | f     |

Altså er disjunktionens sandhedsbetingelser (s, s, s, f).
Implikationens sandhedsbetingelser:

| p | q | p → q |
| - | - | ----- |
| s | s | s     |
| f | s | s     |
| s | f | f     |
| f | f | s     |

Altså er implikationens sandhedsbetingelser (s, s, f, s).
De logiske konstanter bliver altså kendetegnet ved sandhedsbetingelserne, hvor f.eks. den logiske konstant → bliver kendetegnet ved sandhedsbetingelsen (s, s, f, s). Det er med andre ord et tegn der udtrykker denne sandhedsbetingelse. 

### Undersøgelse af aksiomerne med sandhedsbetingelserne
Wittgenstein bruger således disse sandhedsbetingelser til at kritisere aksiomerne. Laver man en sandhedstabel ud af den første aksiom, som Russell fremførte, får man denne:
| p | p v p | (p v p) → p |
| - | ----- | ----------- |
| s | s     | s           |
| f | f     | s           |

Her kommer der en interessant antagelse, da første aksioms sandhedsbetingelse er (s, s). Det er altså lige meget om aksiomet indeholder sætninger der er sande eller falske, da aksiomet under alle omstændigheder vil være sandt. Dette kan man se i skemaet ved, at selvom et af p'erne er falske – og endda selvom de begge er falske, vil aksiomet stadig være sandt. Sådanne sandhedsfunktioner der er sande under alle omstændigheder bliver af Wittgenstein kaldt tautologier. En tautologi er altså en påstand er er sand uanset om den indeholder falske sætninger. Man kan med andre ord sige, at den er helt uafhængig af de sætninger der indgår i den, hvilket er det samme som at sige, at den er helt uafhængig af den empiriske virkelighed, og følgelig af virkeligheden selv. Nogle vil kalde dette en a priori sandhed, da det er en påstand der nødvendigvis er sand, og som er empirisk tom, hvilket betyder, at den ikke siger noget om den empiriske virkelighed.
Som eksempel kan nævnes p v ~p, hvilket er en meget simpel tautologi. Den logiske konstant v er jo disjunktionen, hvilket betyder "enten-eller", og bruger sætningen "solen skinner" som sætningsled p, da vil påstanden lyde "Enten skinner solen eller også skinner solen ikke." At dette derved er en tautologi og altså er en nødvendigvis sand påstand er nemt at se. Bemærkes må det dog, at sætningen intet siger om virkeligheden (den er empirisk tom), og at man derved ikke ville kunne verificere sætningen ved at undersøge om solen skinnede. Det ligger simpelthen i sætningens logiske struktur, at den er nødt til at være sand. Hvis man tog ud og undersøgte vejret for at bekræfte eller afkræfte om sætningen "enten skinner solen eller også skinner solen ikke" er sand, da ville det blive set af Wittgenstein som en misforståelse af selve sprogets regler. At sætningen er sand skyldes med andre ord ikke, at verden er som den er, f.eks. ifølge nogle bestemte naturlove, men den er sand på grund af af de logiske konstanter "enten-eller" og "ikke" har den betydning de har.
Sandhedsfunktionen af sætningen p • ~ p ville derimod se sådan ud:
| p | ~p | p • ~ p |
| - | -- | ------- |
| s | f  | f       |
| f | s  | f       |

Dennes sandhedsbetingelse er altså (f, f) og derved falsk, uanset sandheden eller falskheden af de sætninger der indgår i den. En sådan sætning kalder man en modsigelse. Den er ligeledes ikke en modsigelse af empiriske grunde, men dens modsigelse skyldes atter, at sprogets regler er som de er. Wittgenstein konstruerede således sandhedstabeller for alle de aksiomer, som Russell beskrev, og fandt ud af, at de alle var tautologier, hvilket betyder, at de sætninger der kan udledes af aksiomer (Russells teoremer) selv er tautologier. De er altså alle nødvendigt sande, og denne nødvendighed har intet med virkeligheden at gøre, men man er altid nødt til at indrømme deres sandhed, på grund af sprogets struktur. 
Wittgenstein mente altså, at al logik var empirisk tom, og at logikken dermed intet siger om virkeligheden. Hele logikken er baseret på sprogets struktur, og derfor er både rationalisters og empiristers opfattelse af logikken forkert. Det er med andre ord ikke på grund af virkelighedens natur, at man er nødt til at indrømme rigtigheden i antagelsen "enten skinner solen eller også skinner den ikke", men det er på grund af reglerne for brugen af de pågældende ord. På samme måde som hvis nogen påstår at delene er større en helheden – den person der hævder dette må siges ikke at forstå hvad der ligger i begreberne "helhed" og "delene".
Man kan inddele sandhedsfunktionerne i tre slags:
- 1. De sandhedsbetingelser, der kun indeholder "s". (F.eks. p v ~ p)
- 2. De sandhedsbetingelser, der kun indeholder "f". (F.eks. p • ~ p)
- 3. De påstande, hvis sandhed er afhængig af de enkelte sætninger. (F.eks. p • q eller p → q)

Den tredje slags er en påstand om virkeligheden. Hvorvidt den er sand eller falsk afgøres empirisk. De er altså også syntetiske påstande, hvilket de to første påstande ikke er, og ligeledes hvad Immanuel Kant kalder syntetiske a posteriori domme. Efter denne analyse bliver Wittgensteins kritik af Kants filosofi meget tydelig, da han ifølge disse opdagelser ikke mente, at der fandtes syntetiske a priori domme, hvilket var en stor del af Kants filosofi. Ifølge Wittgenstein, derimod, kan alle påstande kun være:
- 1. Syntetiske a posteriori
- 2. Analytiske (tautologier)
- 3. Modsigelser

For at en dom skal kunne udsige noget om virkeligheden må den altså indeholde både "s" og "f" og derved være syntetiske. Faktisk kan man sige, at jo flere f der findes i sandhedsbetingelserne, jo mere siger dommen om virkeligheden, for der er færre muligheder i denne dom, da alle disse f'er har udelukket en stor den af den. Dommen bliver følgelig mere klar eller præcis. Hvis der derimod er flere s'er bliver dommen mere ubestemt, hvilket er det samme som at sige, at den udsiger mindre om virkeligheden. Wittgeinstein lavede da et skema over denne tanke, hvor sandhedsfunktionerne blev skematiseret efter dets antal af f i dets sandhedsfunktioner. Skemaet ser således ud:
| p | q | 01 | 02 | 03 | 04 | 05 | 06 | 07 | 08 | 09 | 10 | 11 | 12 | 13 | 14 | 15 | 16 |
| - | - | -- | -- | -- | -- | -- | -- | -- | -- | -- | -- | -- | -- | -- | -- | -- | -- |
| s | s | s  | f  | s  | s  | s  | f  | f  | f  | s  | s  | s  | f  | f  | f  | s  | f  |
| f | s | s  | s  | f  | s  | s  | f  | s  | s  | f  | f  | s  | f  | f  | s  | f  | f  |
| s | f | s  | s  | s  | f  | s  | s  | f  | s  | f  | s  | f  | f  | s  | f  | f  | f  |
| f | f | s  | s  | s  | s  | f  | s  | s  | f  | s  | f  | f  | s  | f  | f  | f  | f  |

Den første påstand i dette skema (01) har kun s'er og er derfor en tautologi, og den sidste af disse (16) har kun f'er og er derfor en modsigelse. Skemaet er anvendt for at vise betingelserne for, at en sætning kan siges at følge af en anden sætning – nemlig, som den ene betingelse, at den sætning der følger af en anden sætning må have det samme antal s som den sætning den følger af, og denne betingelse er skam også overfyldt i dette skema, når man bevæger sig fra højre mod venstre. En anden betingelse er, at den sætning der er en følge af en anden, altid må ligge længere til venstre på skemaet, end den sætning, som den er en følge af. En tredje er må et s i en sætning have samme placering som det s i sætningen den er en følge af. Dette er det samme som at sige, at hvis den ene sætning er sand, så er den anden det også. 
Det interessante ved den er, at jo længere du bevæger dig mod højre, jo mindre udsiger påstandene om virkeligheden, da de hele tiden indeholder færre s. Så en sætning der er en logisk følge af en anden sætning siger faktisk mindre om virkeligheden end den sætning den er en følge af, hvorimod man før antog, at det modsatte var tilfældet, og at man opdagede mere om virkeligheden ved at udlede sætninger af hinanden. Logikken er altså en håbløs måde at opnå viden på, ifølge Wittgensteins analyse.